# Stegolepis perligulata
Stegolepis perligulata är en gräsväxtart som beskrevs av Bassett Maguire. Stegolepis perligulata ingår i släktet Stegolepis och familjen Rapateaceae. Inga underarter finns listade i Catalogue of Life.